# Centaurea galicicae
Centaurea galicicae Micevski – gatunek roślin z rodziny astrowatych (Aristolochiaceae Juss.). Występuje endemicznie w Macedonii i Albanii. Rośnie między innymi na terenie Parku Narodowego Galiczica.

## Taksonomia
Takson po raz pierwszy został opisany w 1985 roku. Holotyp pochodził ze stanowiska między wsiami Końsko i Stenje w Macedonii, w masywie Galiczica. Został zebrany w 1980 roku. Rósł na wapiennym podłożu.

## Biologia i ekologia
Gatunek znany jest tylko z kilku subpopulacji. Niedawno odkryte stanowiska w Albanii znajdują się nieco dalej na południe niż te w Macedonii Północnej, jednak położone są na podobnej wysokości i w podobnych siedliskach. Rośnie na wapiennym podłożu. Dzieli środowisko z takimi gatunkami jak: Cephalaria ambrosioides, Centaurea soskae, Centaurea graeca var. ceccariniana, Ephedra fragilis, podgatunek wilczomlecza błękitnawego (Euphorbia characias subsp. wulfenii), Lilium chalcedonicum, Micromeria juliana, cząber górski (Satureja montana), rozchodnik ostry (Sedum acre) oraz Umbilicus luteus. Zarejestrowano mniej niż 50 osobników tego gatunku, ale nie są one zagrożone przez działalność człowieka lub wypas zwierząt.
Kwitnie od czerwca do początku lipca, natomiast owoce pojawiają się od połowy lipca do sierpnia.
Nadziemne części tego gatunku zawierają laktony seskwiterpenowe (cnicin) oraz siedem flawonoidów (apigenina, kemferol,
hispidulin, eupatorin, cirsimaritin, santoflawon oraz salwigenin).